# 連綺嵐
连绮岚（英語：Vienna Lin，1983年4月16日—）是香港now TV成人極品台（903頻道）中《成人講場》節目的主持人，因爲作風大膽，表演過叫床、用手指示範口交、在採訪時使用跳蛋等而被網友稱爲「史上最大膽的香港女主持」。她曾爲《3D肉蒲团》等香港三級片配音，出演過馬來西亞歌手黃明志主唱的音樂影片《學廣東話》，以及與時爲日本AV女優的吉泽明步共演2013年上映的微電影《我爱草食男》。

### 電影
- 2011:猛男滾死隊 飾演 瑞珠 (粵語配音)
- 2011:猛男滾死隊 飾演 女病人
- 2011:潮性辦公室 飾演 阿泰性幻想對象

### 微電影
- 2013:《我愛草食男》